# Model (profession)
 For alternative betydninger, se Model. (Se også artikler, som begynder med Model)
En model er en person, der fremviser andres produkter ved hjælp af deres egen krop, stemme eller ansigt. Disse benyttes bl.a. i reklamer for tøj, sko, make-up og elektronik, for at give et visuelt billede af, hvordan produktet fungerer i praksis.
Virksomheder kan også hyre modeller til at fungere som bindeled mellem virksomheden og kunderne, og på den måde vinde kundernes gunst.
Man bruger også betegnelsen mannequin om en kvinde der er ansat til at bære og vise et firmas eller en modeskabers tøj ved fotograferinger eller opvisninger.
De fleste modeagenturer kræver, at kvindelige modeller skal være mindst 178 cm høje, og at mandlige modeller skal være mindst 190 cm høje. 